# Județ de Giurgiu
Pour les articles homonymes, voir Giurgiu (homonymie).
Giurgiu est un județ de Roumanie en Munténie, au sud du pays, près de la frontière bulgare.
Son chef-lieu est Giurgiu.

## Liste des municipalités, villes et communes

### Municipalité
(population en 2011)
- Giurgiu (61 353)

### Villes
(population en 2011)
- Bolintin-Vale (12 929)
- Mihăilești (7 923)

### Communes
- Adunații-Copăceni
- Băneasa
- Bolintin-Deal
- Bucșani
- Bulbucata
- Buturugeni
- Călugăreni
- Clejani
- Colibași
- Comana
- Cosoba
- Crevedia Mare
- Daia
- Florești-Stoenești
- Frătești
- Găiseni
- Găujani
- Ghimpați
- Gogoșari
- Gostinari
- Gostinu
- Grădinari
- Greaca
- Herăști
- Hotarele
- Iepurești
- Isvoarele
- Izvoarele
- Joița
- Letca Nouă
- Malu
- Mârșa
- Mihai Bravu
- Ogrezeni
- Oinacu
- Prundu
- Putineiu
- Răsuceni
- Roata de Jos
- Săbăreni
- Schitu
- Singureni
- Slobozia
- Stănești
- Stoenești
- Toporu
- Ulmi
- Valea Dragului
- Vărăști
- Vânătorii Mici
- Vedea

## Historique
Le județ de Giurgiu est attesté au XIe siècle sur les anciennes cartes de la Valachie (une des deux Principautés danubiennes) mais sous le nom de « Vlașca ». Son nom actuel vient de la ville portuaire homonyme, mais qui n'en est pas resté le chef-lieu car au XVIe siècle, l'Empire ottoman s'en est emparé et l'a gardée jusqu'en 1829. Pendant ce temps, le chef-lieu a été la ville de Drăgănești-Vlașca.
Le județ de Vlașca était une subdivision administrative de la Valachie de 1330 à 1859, de la Principauté de Roumanie de 1859 à 1881, du Royaume de Roumanie de 1881 à 1948, puis, dans ses limites actuelles (très proches des précédentes) et sous le nom de Giurgiu, de la République socialiste de Roumanie de 1968 à 1989, puis de la Roumanie depuis 1990. Le județ de Vlașca cessa d'exister en 1952, le régime communiste ayant remplacé les județe par des régions plus grandes. Les limites du nouveau județ de Giurgiu depuis 1975 sont légèrement différentes de celles qu'avait avant 1952 celui de Vlașca.
Comme toute la Roumanie, le territoire du județ a subi les régimes dictatoriaux carliste, fasciste et communiste de février 1938 à décembre 1989, mais connaît à nouveau la démocratie depuis 1990. Initialement il était gouverné par un jude (à la fois préfet et juge suprême) nommé par les hospodars de Valachie, puis par un prefect choisi par le premier ministre et nommé par le roi jusqu'en 1947, puis par le secrétaire général județean (départemental) de la section locale du Parti communiste roumain, choisi par le Comité central, et enfin, depuis 1990, à nouveau par un prefect assisté d'un président du conseil județean (départemental) élu par les conseillers, eux-mêmes élus par les électeurs.

## Géographie
Le județ de Giurgiu fait partie du Burnas, partie centrale de la plaine valaque qui longe la rive nord du bas-Danube, limite méridionale du județ. Le județ est bordé à l'ouest par celui de Teleorman, au nord par ceux de la Dâmbovița et d'Ilfov, à l'est par celui de Călărași.

## Politique
| Parti | Parti                        | Sièges |
| ----- | ---------------------------- | ------ |
|       | Parti national libéral (PNL) | 18     |
|       | Parti social-démocrate (PSD) | 12     |

## Démographie
| 1930    | 1948    | 1956    | 1966    | 1977    | 1992    | 2002    | 2011    |
| ------- | ------- | ------- | ------- | ------- | ------- | ------- | ------- |
| 269 577 | 313 793 | 325 045 | 320 120 | 327 494 | 313 352 | 297 859 | 281 422 |